# Lasse Flagstad
Lasse Flagstad (Oslo, Vestre Aker, 5 juni 1903- aldaar 15 juni 1969) was een Noors pianist en dirigent.
Lars Flagstad werd geboren binnen het muzikale gezin van Michael Flagstad (violist/dirigent) en Marie Nielsen Johnsrud (pianist en koordirigente). Zijn twee zusters Kirsten Flagstad en Karen-Marie Flagstad werden zangeres, broer Ole Flagstad was cellist. Zaten zijn broer en zusters in de klassieke muziek, Lasse had een voorkeur voor lichte muziek. Hij schreef zelfs de muziek bij Nå går'n på gummisåler, een lied van Finn Bo, dat opgenomen werd door Einar Rose. Het lied kent enige bekendheid in Noorwegen.
Lasse Flagstad begeleidde in zijn jeugd zijn twee zusters weleens op de piano. In later leven was hij ook dirigent, repetitor en muzikaal leider Hij was tevens leraar van Leif Juster (1910-1995).
Kirsten, Ole en Lasse bevonden zich in het voorjaar 1930 gedrieën in de geluidsstudio voor de vastlegging van Nu sidste reis van Eyvind Alnæs, Ingered Sletten av Sillejord van Rikard Nordraak, A.B.C.-visen van August Pohlenz en Lille-barnter van Reidar Thommesen. De opnamen verschenen via Columbia Records. Volgens een studie van de Universiteit van Oslo was Lasse Flagstad de pianist bij de eerste uitvoering van Rhapsody in Blue van George Gershwin in Noorwegen in 1931. In 1953 gaf hij leiding aan de Driestuiversopera van Pauline Hall in een uitvoering door het Riksteatret.
Een optreden:
- 16 augustus 1920: Theater in Moss: Zomerrevue met Paul Magnussen, operazanger Stephan Aas, danseres Åsta Heide en Kjell Bratt van Chat Noir in Kugler og Krutt; een show die meer dan 100 voorstellingen in Oslo achter de rug had[7]